# Ardon (Centro-Valle della Loira)
Ardon è un comune francese di 1 172 abitanti situato nel dipartimento del Loiret nella regione del Centro-Valle della Loira.

## Storia

### Simboli
Lo stemma del comune di Ardon è stato adottato il 20 aprile 2015.
Le stelle d'argento provengono dall'emblema del monastero di Micy (di rosso, alla croce di Sant'Andrea cucita d'azzurro, caricata di cinque stelle d'oro) che deteneva la signoria sul territorio. Il leone d'oro è quello presente nel blasone di Françoise de Sully, signora di Boisgibault (-1329), discendente di Guglielmo il Conquistatore, che risiedette nel castello della Rivière nel XVI secolo.
Lo scudo è sinistrato, ovvero diviso da una linea verticale che a sinistra, per un terzo della larghezza, limita il campo con un bordo d'oro. La chiave è attributo di san Pietro a cui è dedicata la chiesa parrocchiale.

## Società

### Evoluzione demografica
Abitanti censiti